# Yến Vy
Yến Vy (sinh năm 1979) là một nữ diễn viên và ca sĩ Việt Nam, nổi tiếng vì scandal vào năm 2005 khi một đoạn phim quay cảnh quan hệ tình dục của cô bị phát tán rộng rãi. Ngay sau đó, cuối năm 2005, Yến Vy lại bị phát hiện tham gia đường dây mại dâm cao cấp với mức giá bán dâm lên tới 700 - 1.000 USD/đêm, một số tiền rất lớn ở thời điểm đó.

## Tiểu sử
Yến Vy tên thật là Đinh Thoại Yến Vy. Năm 1997 cô đoạt danh hiệu Á hậu tại cuộc thi Triển vọng điện ảnh của Hội Điện ảnh Thành phố Hồ Chí Minh tổ chức. Cô có tham gia một số bộ phim. Yến Vy cũng tham gia vào lĩnh vực ca hát, nhưng cô được nhắc tới với một scandal nhỏ cùng nhạc sĩ Trần Minh Phi. Trả lời trên báo chí, Yến Vy tỏ ra là một người khá nghiêm túc: sợ đóng những cảnh hôn.
Đầu năm 2005, một đoạn phim khoảng 30 phút quay cảnh quan hệ tình dục của Yến Vy và bạn trai là Phan Thanh Tòng bị phát tán trên Internet. Đây là lần đầu tiên một phim sex của nghệ sĩ bị phát tán rộng rãi ở Việt Nam. Từ một diễn viên ít có danh tiếng, Yến Vy xuất hiện trên khắp các mặt báo và các phương tiện truyền thông đại chúng.
Sự kiện Yến Vy gây ra những dư luận trái ngược. Nhiều người cho rằng Yến Vy là một kẻ phóng đãng, sống buông thả, theo một số khác bênh vực thì cô chỉ là nạn nhân. Trả lời phỏng vấn, Yến Vy cho rằng cô bị quay trộm và cùng luật sư của mình, Yến Vy đâm đơn kiện Phan Thanh Tòng .
Nhưng chỉ một thời gian ngắn sau đó Yến Vy bị phát hiện có tham gia một đường dây gái gọi cao cấp do Trần Thị Phố cầm đầu. Theo lời khai của Yến Vy, cô đã bán dâm nhiều lần với giá từ 700 đến 1.000 đô la, thậm chí sau khi bộ phim bị phát tán, cô vẫn đi khách. Yến Vy bị đưa về Trung tâm Dạy nghề Phụ nữ quận Thủ Đức, Thành phố Hồ Chí Minh tập trung theo diện phục hồi nhân phẩm. Một thời gian sau cô được trả về địa phương .
Cha của Yến Vy vốn là một nhà giáo hiền lành, vì quá đau buồn trước những tai tiếng của con gái nên chỉ biết dùng rượu giải sầu và qua đời khi vừa bước qua tuổi 50. Sau cái chết của người cha mà chính cô là nguyên nhân gián tiếp gây ra, gia đình Yến Vy chuyển nhà đi nơi khác, cô rời bỏ giới văn nghệ, theo mẹ học nghề may.
Năm 2009, Yến Vy lập gia đình. Chồng của cô, Nguyễn John Ngọc, là một Việt kiều và là một hàng xóm cũ của gia đình. Sau đó, cô cùng chồng sang Mỹ định cư, mở một tiệm nail ở Mỹ.

## Các phim tham gia
| Năm  | Tên phim                       | Vai diễn                              | Đạo diễn        |
| ---- | ------------------------------ | ------------------------------------- | --------------- |
| 1997 | Tiếng đờn kìm / Chuyện ngã bảy |                                       | Mỹ Hà           |
| 1997 | Hạ sĩ quan                     | Cô gái dân tộc                        | Lê Dũng         |
| 1998 | Gió qua miền tối sáng          |                                       |                 |
|      | Những nẻo đường phù sa         | Nhung                                 |                 |
|      | Viên ngọc Côn Sơn              | Ba Thơm-em gái Tôn Đức Thắng          |                 |
|      | Biển hát                       | Hằng                                  |                 |
|      | Người học trò đất Gia Định xưa | Ngọc Hạnh-người yêu Nguyễn Đình Chiểu |                 |
|      | Dòng đời                       | ca sĩ Thanh Thanh                     |                 |
|      | Bến nước đời người             | Hoài Phương                           |                 |
| 2002 | Khoả nước sông Quy             | Mảy Lỳnh                              | Trần Vinh       |
|      | Đất lạ                         | Màng                                  |                 |
|      | Đêm Bến Tre                    | Út Hường                              | [ 17 ]          |
| 2004 | Biển trời mênh mang            | Đào                                   | Hoàng Trần Doãn |